# Пјотр Чадајев
Пјотр или Петр Јаковлевич Чаадајев (рус. Пётр Я́ковлевич Чаада́ев; 7. јун 1794 — 26. април 1856) био је руски филозоф. Био је један од руских Шелинговаца.
Чадајев је између 1826. и 1831. написао осам „Филозофских писама“ о Русији на француском језику, која су кружила међу интелектуалцима у Русији у облику рукописа дуги низ година. Они представљају оптужницу против руске културе за њену заосталу улогу далеко иза лидера западне цивилизације. Бацио је сумњу на величину руске прошлости и исмевао православље јер није обезбедило здраву духовну основу за руски ум. Он је величао достигнућа Европе, посебно у рационалној и логичкој мисли, њен прогресивни дух, њено вођство у науци, и заиста њено вођство на путу ка слободи. Руска влада је видела његове идеје као опасне и неисправне. Након што је изложио своје идеје у писаној форми, његова дела су забрањено процесом цензуре. Пошто га није било за шта оптужити, Чадајев је проглашен правно неурачунљивим и стављен под стални лекарски надзор, иако је то била више формалност него права административна злоупотреба.

## Биографија
Чадајев је рођен и умро у Москви. Породично име Чедајев вероватно потиче од турске речи Chaʿadai, са именом које потиче од Чагатаја, другог сина Џингис-кана. (Монголско име Чагатај значи „храбар“, „часни“ или „истинити“.)
Након што је напустио Московски универзитет без завршеног курса 1812. године, ступио је у војску и борио се против француске инвазије на Русију 1812. године. Чааајев из прве руке посматра реакцију цара Александра на побуну у Семоневску  (Чадајев је раније службовао у Семеновском пуку) у октобру 1820.  довели су до његове оставке на службу у децембру 1820. Од 1823. до 1826. путовао је по Европи, тако да је био ван Русије током побуне децембриста 1825. године, иако су га по повратку испитивали о његовим везама са многим декабристима. Ове везе су можда допринеле његовом неуспеху да нађе место у новој администрацији цара Николаја I ( в. 1825–1855 ).
Чадајев се спријатељио са Александром Пушкином (1799-1837) и постао модел за Чацког, главног јунака драме Александра Грибоједова Горе от ума (1824). Током 1840-их Чадајев је био активан учесник у московским књижевним круговима.

## Филозофија
Главна теза његових чувених Филозофских писама била је да је Русија заостала за западним земљама и да ништа није допринела напретку света и закључила да Русија мора да почне изнова. Као резултат тога, они су укључивали критику интелектуалне изолације Русије и друштвене заосталости.
Када је 1836. у руском часопису Телескоп објављено прво издање (и само једно објављено за његовог живота) филозофских писама, његов уредник је прогнан на Далеки север Русије. Словенофили су најпре заменили Чадајева за једног од њих, али су га касније, када су схватили своју грешку, огорчено осудили и одбацили. Чадајев се целог живота борио против словенофилства. Његово прво Филозофско писмо означено је као „почетни снимак“ контроверзе у односу између западнофилства и словенофилства која је била доминантна у руској друштвеној мисли деветнаестог века.
Упадљиво ставови о Русији у првом филозофском писму довели су до тога да њихов аутор буде проглашен „клинички лудим“ јер је критиковао режим цара Николаја I. Верује се да је случај Петра из 1836. први забележени инцидент у коме је психијатрија коришћена у Русији да сузбије другачији став.
Пошто је живео у кућном притвору након што је проглашен неурачунљивим, Чадајевљев следећи рад носио је наслов, прикладно, „Apologie d'un Fou“ [које је преведено као „ Извињење лудака“, али би било боље да се преведе као „ Апологија луђака“] (1837). Отвара се цитатом Семјуела Колриџа који каже „О браћо моја! Рекао сам/ Најгорчу истину, али без горчине.“ У овом бриљантном, али недовршеном делу, он је тврдио да Русија мора следити своје унутрашње линије развоја ако жели да буде верна својој историјској мисији.
Његове идеје су утицале и на западњаке (који су подржавали усклађивање Русије са развојем у Европи кроз различите степене либералних реформи) и на словенофиле (који су подржавали руско православље и националну културу.)
Већину његових дела приредио је његов биограф Михаил Гершензон (два тома, Москва, 1913–14), његова студија о филозофу објављена у Санкт Петербургу 1908. године.